# 스테판 뤼피에
스테판 뤼피에(프랑스어: Stéphane Ruffier, 1986년 9월 27일, 프랑스 바욘 ~ )는 프랑스의 은퇴한 축구선수로 포지션은 골키퍼이다. 2008-2009 시즌 베테랑 플라비우 로마 골키퍼를 제치고 모나코의 주전 골키퍼로 활약하였다. 프랑스 U-21출신이며, AS 생테티엔의 부주장이었다.